# Aloys Ruppel

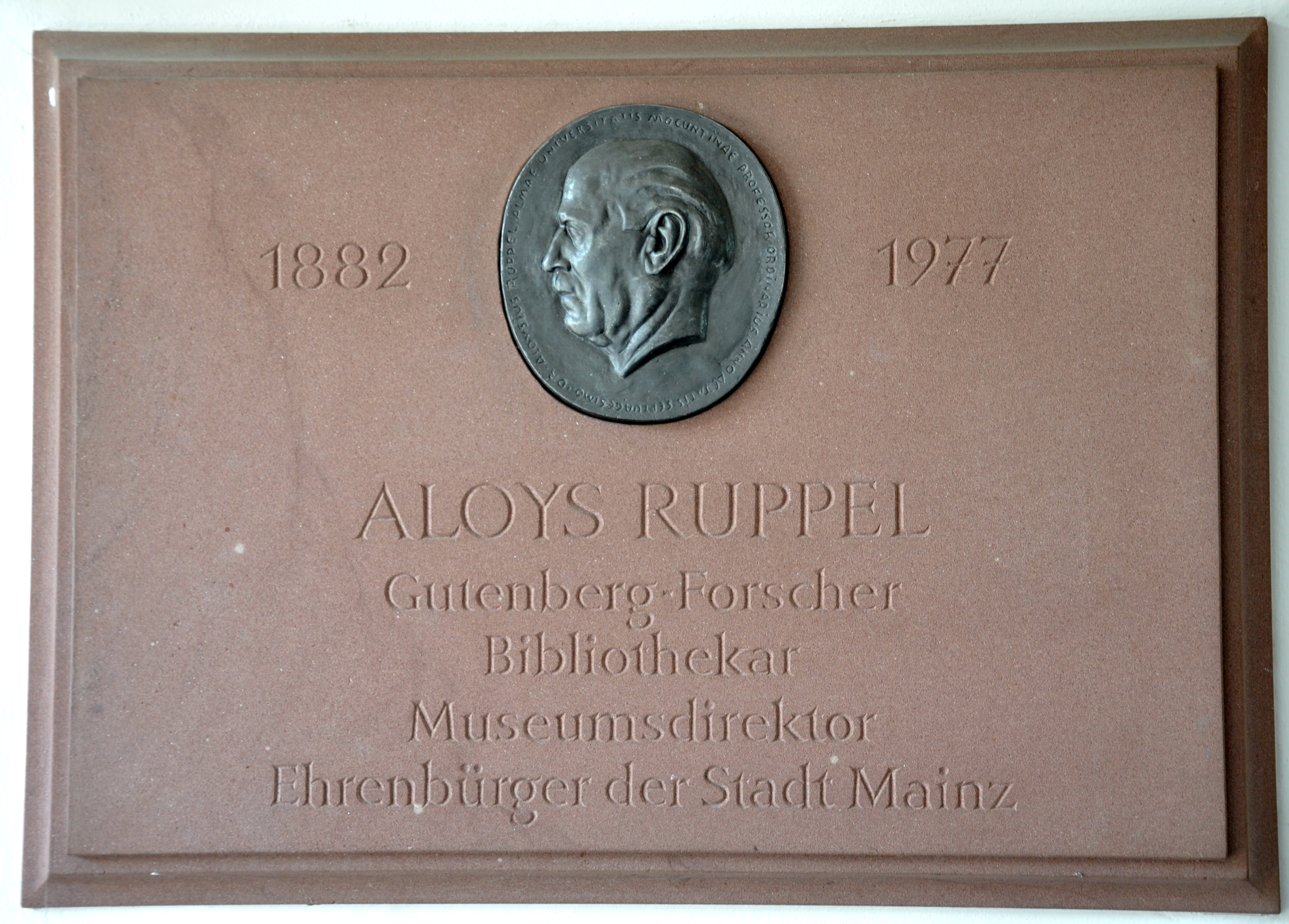
Gedenktafel für Aloys Ruppel am Gutenbergmuseum Mainz

Aloys Leonhard Ruppel (* 21. Juni 1882 in Opperz, heute Gemeindeteil von Neuhof (bei Fulda); † 11. Juli 1977 in Mainz) war ein deutscher Bibliothekar, Archivar und Historiker.

## Leben
Aloys Ruppel besuchte die Hohe Landesschule in Hanau und legte dort 1904 das Abitur ab. Ab dem Sommersemester 1904 studierte er Geschichte, Germanistik, Latein und Geographie an den Universitäten Würzburg, Marburg, Berlin, Münster und Straßburg. Während seiner Studienzeit in Würzburg trat er der katholischen Studentenverbindung W.K.St.V. Unitas Hetania bei. In Berlin fiel er durch einen Vortrag auf, worauf hin er zum Hauslehrer des Prinzen Albrecht von Hohenzollern ernannt wurde. 1908 wurde er in Münster promoviert und war in den folgenden beiden Jahren als Volontär am Preußischen Historischen Institut in Rom tätig. 1911 wurde er am Bezirksarchiv Lothringen in Metz Archivassistent und Bibliothekar und 1914 dessen letzter kaiserlicher Archivdirektor. Nach dem Ersten Weltkrieg wechselte er in den Bibliotheksdienst und übernahm 1919 die Leitung der Landesbibliothek Fulda.
1920 wurde Ruppel Direktor der Stadtbibliothek Mainz und der mit ihr verbundenen Institutionen, des Stadtarchivs, des Münzkabinetts und des Gutenberg-Museums mit Gutenberg-Bibliothek. Er war der Gründer und Herausgeber des Gutenberg-Jahrbuchs seit 1926 sowie maßgebendes Mitglied des Vorstandes der Gutenberg-Gesellschaft.
Am 23. Juni 1933 (am Tag vor dem Johannistag) rettete Ruppel durch einen Trick gefährdete Buchbestände der Stadtbibliothek vor den Nationalsozialisten, die auf dem Halleplatz der damaligen Stadthalle Bücher verbrannten. 1934 wurde er aus politischen Gründen als Leiter der Stadtbibliothek und des Stadtarchivs entlassen und von dem regimetreuen Richard Dertsch abgelöst. Ruppel blieb aber Direktor des Gutenberg-Museums. Als Richard Dertsch 1943 wegen seiner nicht ideologiekonformen Anteilnahme am politischen Schicksal seiner Kollegin in der Stadtbibliothek, Elisabeth Darapsky, von diesem Amt abgesetzt wurde, übernahm Ruppel, zunächst kommissarisch, wieder das Amt des Direktors von Stadtbibliothek und -archiv.
Als im Herbst 1945 bekannt wurde, dass die französische Militärregierung die Mainzer Universität wieder eröffnen wollte, die 1798 von den Franzosen geschlossen wurde, setzte sich Ruppel dafür ein, dass die Universität den Namen von Johannes Gutenberg erhält. Ebenso trat er hartnäckig für die Einrichtung eines Lehrstuhls zur Geschichte der Druckkunst an der Mainzer Universität ein. Im Sommersemester 1947 erhielt Ruppel eine Professur für Buch-, Schrift- und Druckwesen an der Johannes Gutenberg-Universität Mainz, den sogenannten „Gutenberg-Lehrstuhl“. Dagegen sprach er sich vehement gegen eine Zusammenlegung der Universitätsbibliothek mit der von ihm geleiteten Stadtbibliothek aus.
1950 trat Ruppel als Leiter der Mainzer Stadtbibliothek zurück. Das Amt des Leiters des Gutenberg-Museums hatte er bis 1962 inne.

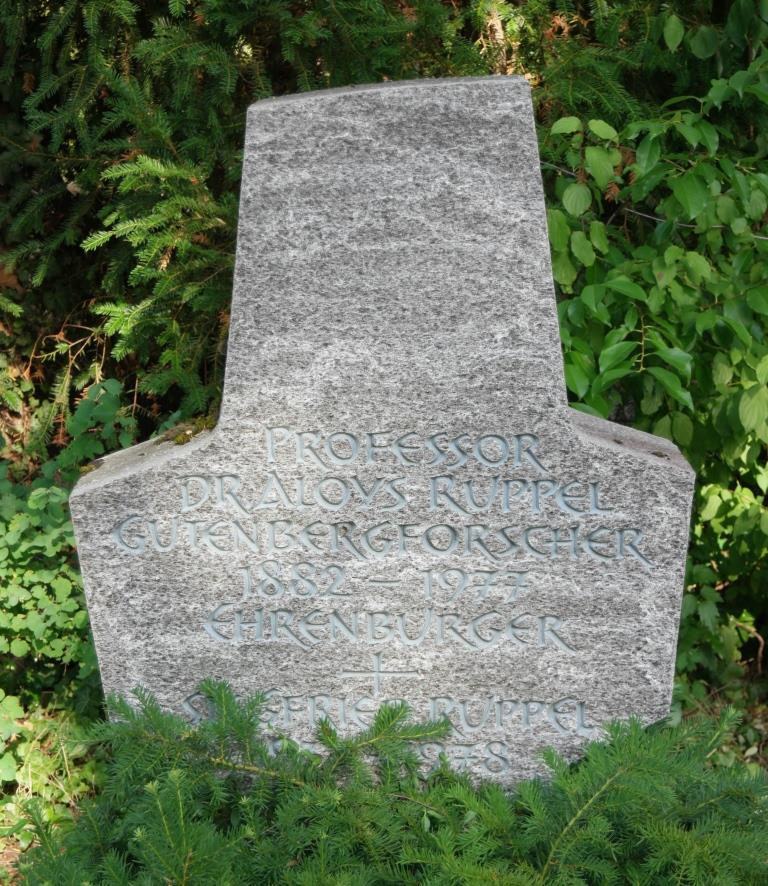
Grab von Aloys Ruppel auf dem Hauptfriedhof Mainz

Wissenschaftlich beschäftigte sich Ruppel vor allem mit Leben und Werk Johannes Gutenbergs, über den er eine Biographie und zahlreiche Abhandlungen verfasste. Für das Gutenberg-Museum konnte er 1925 den zweiten Band einer Gutenberg-Bibel (B42) erwerben.
Aloys Ruppel war seit 1919 mit Thea Baumeister verheiratet. Aus dieser Ehe gingen eine Tochter und zwei Söhne hervor. Ruppel starb im Alter von 95 Jahren im Juli 1977. Sein Grab befindet sich auf dem Hauptfriedhof Mainz.

## Auszeichnungen und Ehrungen
Ruppel war Ehrenbürger der Gemeinde Neuhof und der Stadt Mainz (1957). 1952 erhielt er das Verdienstkreuz (Steckkreuz) der Bundesrepublik Deutschland, 1972 das Große Verdienstkreuz. Das Gebäude des ehemaligen Schulhauses für die katholische Volksschule in Opperz, heute u. a. Vereinshaus, am Kirchplatz St. Michael im Neuhofer Gemeindeteil Opperz, trägt seinen Namen. Er war Ehrendoktor zweier amerikanischer Universitäten, ordentliches Mitglied der Akademie gemeinnütziger Wissenschaften zu Erfurt und Ritter der Ehrenlegion.

## Schriften (Auswahl)
- Die wiedergefundene Strassburger Chronik des Johann Georg Saladin. Strassburger Druckerei- und Verlagsanstalt, Strassburg 1908 (zugleich: Dissertation, Universität Münster).
- Wann soll das erste Halbjahrtausend der Buchdruckerkunst gefeiert werden? In: Ders. (Hrsg.): Gutenberg Festschrift zur Feier des 25jährigen Bestehens des Gutenbergmuseums in Mainz. Gutenberggesellschaft, Mainz 1925, S. 187–192.
- Johannes Gutenberg. Sein Leben und sein Werk. Mann, Berlin 1939 (3. Aufl. 1967).
- Das werdende Weltmuseum der Druckkunst und die Internationale Gutenberg-Gesellschaft. 4. Aufl. Verlag der Gutenberg-Gesellschaft, Mainz 1960.
- Die Technik Gutenbergs und ihre Vorstufen. VDI-Verlag, Düsseldorf 1961.